# 1942 en Belgique
Chronologie de la Belgique
- 1938
- 1939
- 1940
- 1941
- 1942
- 1943
- 1944
- 1945
- 1946

Cette page recense des événements qui se sont produits durant l'année 1942 en Belgique.

## Chronologie

### Janvier 1942
- 14 janvier : dans une lettre adressée au Premier ministre Hubert Pierlot, les ministres belges restés en France déclarent que seul le roi peut accepter la démission d'un ministre. Ils contestent donc la lettre du 28 novembre 1941 leur disant qu'ils ne seront pas réintégrés automatiquement dans le gouvernement de Londres[1].

### Février 1942
- 19 février : le sénateur Henri Rolin est nommé sous-secrétaire d'État à la Défense nationale au sein du gouvernement belge à Londres[2].

### Mars 1942
- 6 mars : une ordonnance allemande précise que tout Belge peut désormais être mis au travail sur le territoire national[3].

### Avril 1942
- 29 avril : le tir d'une cartouche provoque l'explosion d'un tas de 150 tonnes de nitrate d'ammonium sur le site de la société des produits chimiques de Tessenderlo[4] (PCT) à Tessenderlo, province de Limbourg. Bilan : 189 morts, 900 blessés et importants dégâts matériels dans les environs[5].

### Mai 1942
- 14 mai : une ordonnance allemande interdit de vérifier la légitimité des arrêtés pris par les secrétaires généraux (hauts fonctionnaires à la tête de l'administration publique en l'absence du gouvernement)[6].
- 27 mai : la Militärverwaltung in Belgien und Nordfrankreich oblige les Juifs à porter l'étoile jaune[7],[8].

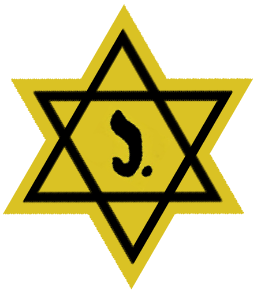
Étoile de David portée par les Juifs de Belgique à partir de 1942.

### Juin 1942
- 1er juin : ordonnance « portant limitation de la libre circulation des Juifs »[8].

### Juillet 1942
- 22 juillet : les SS allemands et flamands organisent les premières rafles de Juifs à Bruxelles et à Anvers[7].
- 27 juillet : la caserne Dossin à Malines accueille les premiers Juifs ayant répondu à la « convocation »[9].

### Août 1942
- 4 août : le convoi n° 1 (999 déportés juifs au total) quitte la Belgique en direction d'Auschwitz[7],[10].
- 11 août : le convoi n° 2 (999 déportés juifs) quitte la Belgique en direction d'Auschwitz.
- 15 août : 
  - Dans la nuit du 15 au 16 août, une première rafle est menée à Anvers ; 998 personnes sont arrêtées[11].
  - Le convoi n° 3 (1 000 déportés juifs) quitte la Belgique en direction d'Auschwitz[10].
- 18 août : le convoi n° 4 (997 déportés juifs) quitte la Belgique en direction d'Auschwitz.
- 25 août : le convoi n° 5 (996 déportés juifs) quitte la Belgique en direction d'Auschwitz.
- 27 août : 75 Juifs sont arrêtés à Liège[12].
- 28-29 août : pendant la nuit, une nouvelle rafle est organisée par la police communale d'Anvers, menant à l'arrestation de plus de 1 243 Juifs[13].
- 29 août : le convoi n° 6 (1 000 déportés juifs) quitte la Belgique en direction d'Auschwitz.

### Septembre 1942
- 1er septembre : 
  - Le convoi n° 7 (1 000 déportés juifs) quitte la Belgique en direction d'Auschwitz.
  - Selon la volonté des autorités allemandes, 31 communes de la région de Charleroi fusionnent en une entité appelée le « Grand Charleroi », entité dont le rexiste Prosper Teughels devient bourgmestre[14].
- 3 septembre : rafle à Bruxelles[15].
- 8 septembre : le convoi n° 8 (1 000 déportés juifs) quitte la Belgique en direction d'Auschwitz.
- 11-12 septembre : de nouvelles rafles à Anvers mènent à l'arrestation de 1 422 Juifs[16].
- 12 septembre: le convoi n° 9 (1 000 déportés juifs) quitte la Belgique en direction d'Auschwitz.
- 15 septembre : le convoi n° 10 (1 048 déportés juifs) quitte la Belgique en direction d'Auschwitz.
- 25 septembre : 100 Juifs sont arrêtés à l'issue d'une rafle à Liège[12].
- 26 septembre : le convoi n° 11 (1 742 déportés juifs) quitte la Belgique en direction d'Auschwitz.

### Octobre 1942
- 2 octobre : démission du sous-secrétaire d'État à la Défense nationale Henri Rolin[2].
- 6 octobre : une ordonnance allemande autorise désormais la déportation de travailleurs belges en Allemagne[17].
- 10 octobre : les convois n° 12 (1 000) et 13 (681 déportés juifs) quittent la Belgique en direction d'Auschwitz.
- 24 octobre : les convois n° 14 et 15 (1 472 déportés juifs) quittent la Belgique en direction d'Auschwitz.
- 31 octobre : les convois n° 16 et 17 (1 698 déportés juifs) quittent la Belgique en direction d'Auschwitz.

### Novembre 1942
- 19 novembre : le bourgmestre du Grand Charleroi Prosper Teughels est assassiné par le résistant Victor Thonet.

## Culture

### Bande dessinée
- L'Étoile mystérieuse d'Hergé.

### Littérature
- Chant des âmes, recueil de poèmes d'Adrien Jans[18].
- Les Histoires de la lampe, recueil de poèmes de Paul Colinet[19].

#### Romans policiers deGeorges Simenon
- Le Fils Cardinaud.
- Oncle Charles s'est enfermé.
- La Vérité sur Bébé Donge.
- La Veuve Couderc[20].

## Naissances
- 8 février : Jean Gol, homme politique († 17 septembre 1995).
- 21 février : Joseph Wouters, coureur cycliste.
- 18 mars : Albert Van Vlierberghe, coureur cycliste († 20 décembre 1991).
- 2 mai : Jacques Rogge, chirurgien orthopédiste et président du Comité international olympique (2001-2013).
- 18 juillet : Alexandre, prince de Belgique († 29 novembre 2009).
- 26 juillet : Teddy Pilette, pilote automobile.
- 16 août : Marc Moulin, pianiste, animateur et producteur de radio († 26 septembre 2008).
- 27 octobre : Philip Catherine, guitariste de jazz.
- 11 décembre : Comès, auteur de bande dessinée († 7 mars 2013).
- 28 décembre : Roger Swerts, coureur cycliste.

## Décès
- 4 janvier : Jules Brunfaut, ingénieur et architecte (° 16 novembre 1852).
- 21 janvier : 
  - Abraham Fogelbaum, avocat (° 22 juin 1915), fusillé au Tir national.
  - Adelin Hartveld, résistant (° 6 mars 1917), fusillé au Tir national.
- 22 janvier : Reimond Tollenaere, leader nationaliste flamand et SS Untersturmführer (° 29 juin 1909), mort au front de l'Est.
- 24 janvier : Fulgence Masson, avocat, journaliste et homme politique (° 16 février 1854).
- 15 mars : Herman Richir, peintre (° 4 décembre 1866).
- 23 mars : Jan Olieslagers, as de l'aviation (° 4 mai 1883).
- 3 avril : 
  - Paul Gilson, compositeur et pédagogue (° 15 juin 1865).
  - Georges Truffaut, homme politique (° 22 décembre 1901), mort à Hereford (Royaume-Uni).
- 19 avril : Philibert Biourge, botaniste, mycologue et chimiste († 8 avril 1864).
- 9 mai : Jean Guillissen, ingénieur civil et résistant (° 9 décembre 1914), fusillé par les Allemands.
- 9 juin : Maurice Wilmotte, romaniste (° 11 juillet 1861).
- 5 août : Julien Lootens, coureur cycliste (° 2 août 1876).
- 11 septembre : Égide Rombaux, sculpteur (° 19 janvier 1865).
- 22 octobre : Staf de Clercq,  leader nationaliste flamand et collaborateur (° 16 septembre 1884).
- 28 décembre : Camille Wollès, peintre (° 1er juillet 1864).
- 31 décembre : Georges Pètre, avocat, homme politique et résistant (° 29 mai 1874), assassiné par des rexistes.